# 襖 (建築)

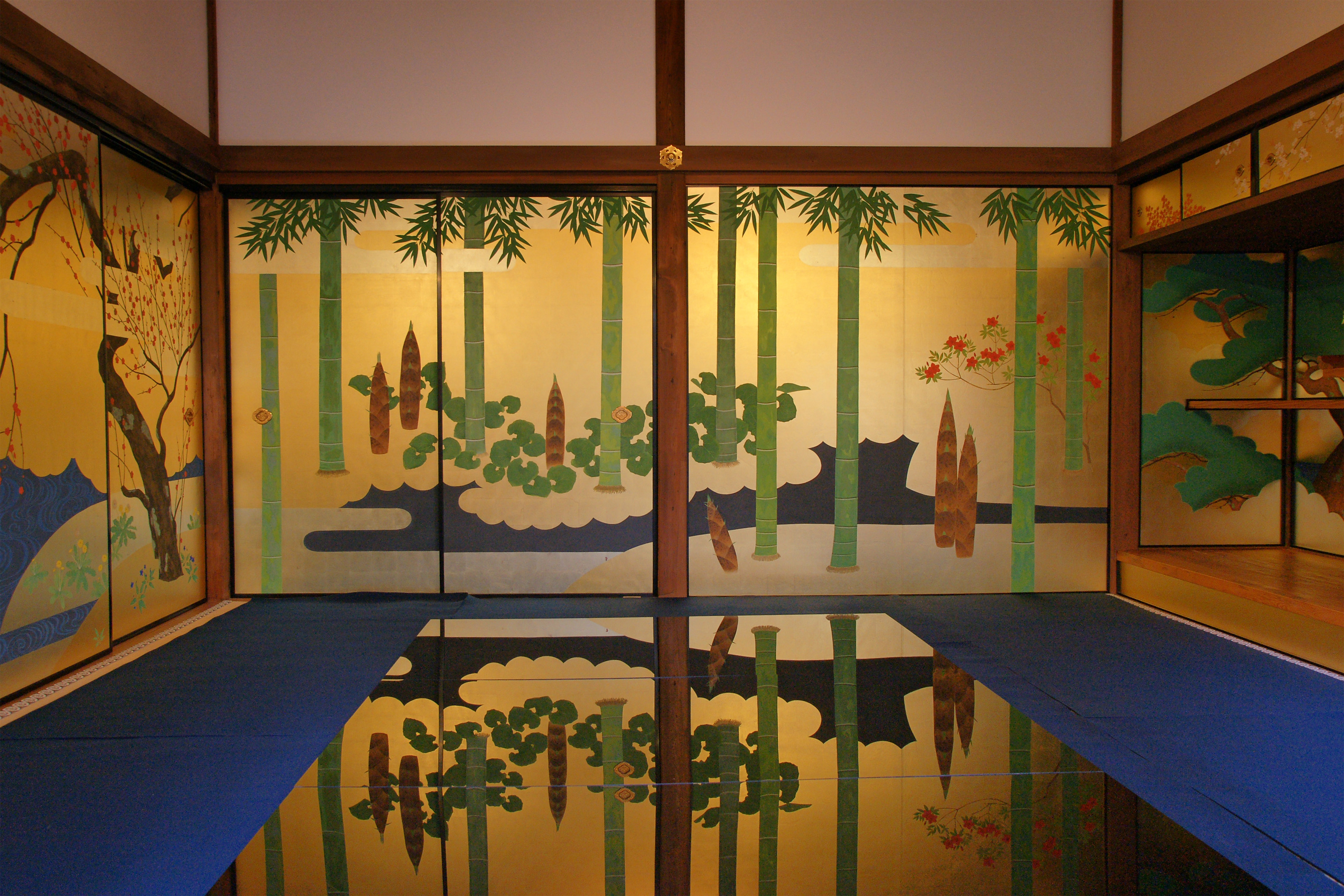
木下育應《松竹梅》（京都圆德院）

襖（日语：／ fusuma */?），是一种常见于日本传统建筑的，以木质框架两面糊上唐纸制作而成的橫拉門，属于障子的一种。襖在现代日本已逐渐少见，在传统日式旅馆、寺院、宫殿中还可以看到。

## 名称
- 日本

也被称为“襖障子（羅馬化：Fusumashoji）”和“唐紙障子（羅馬化：Karakamishoji）”，也有直接称为“唐紙（羅馬化：Karakami）”的情况。
- 大中华地区

常被音译成“福司玛”或“福斯玛”，或意譯為紙拉門。

## 功能性
多用于分隔室内活动空间（隔断、室内门）或作为衣橱柜门使用。因为唐纸基本不具透光性（不同于障子纸），袄较少作为窗户使用。

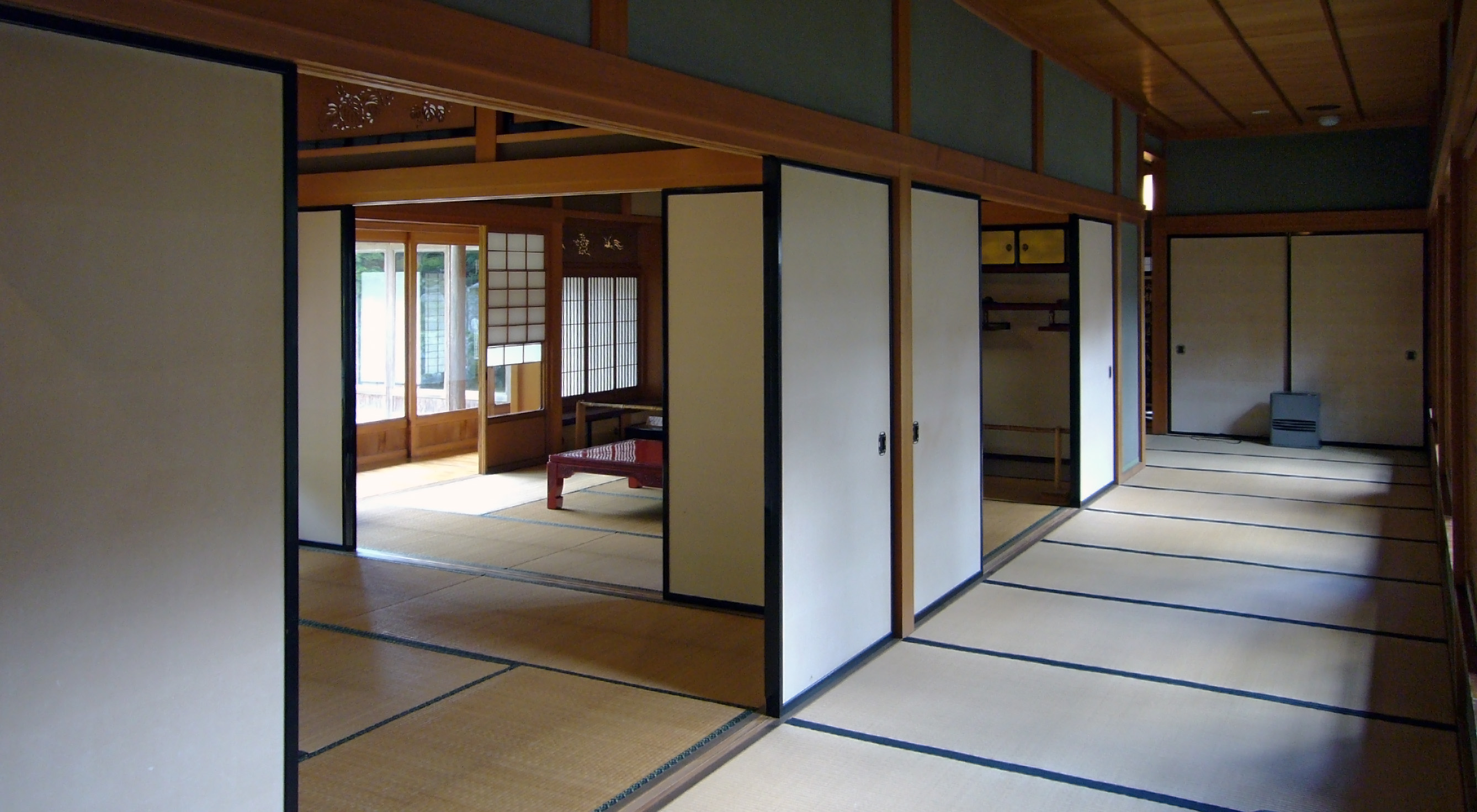
用于分隔室内活动空间的襖
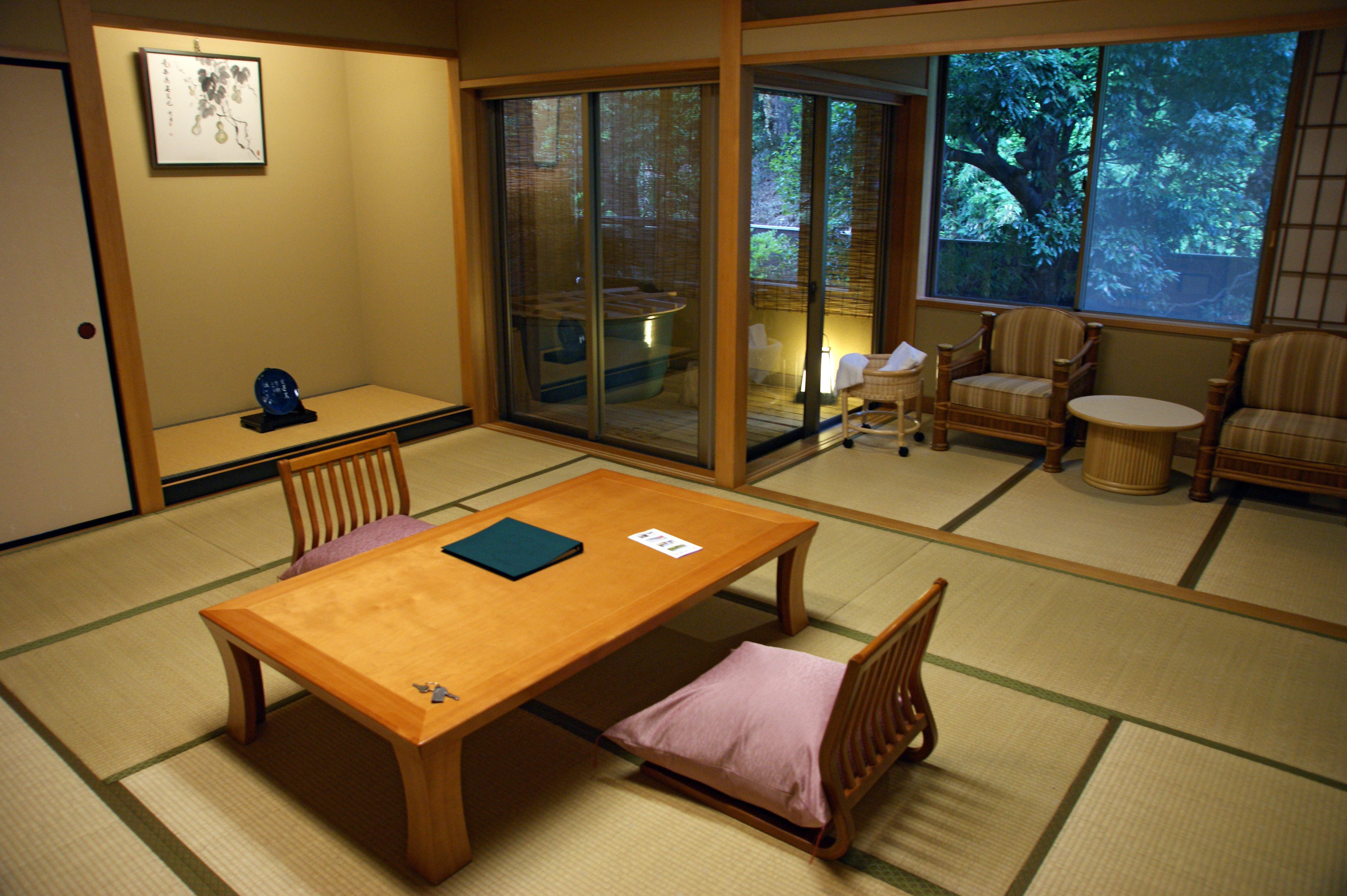
凹间左侧作为衣橱柜门使用的襖

## 艺术性
常见的襖以素面或淡雅的图案为主，但也不乏使用金箔贴面的襖，具有极高的艺术性。

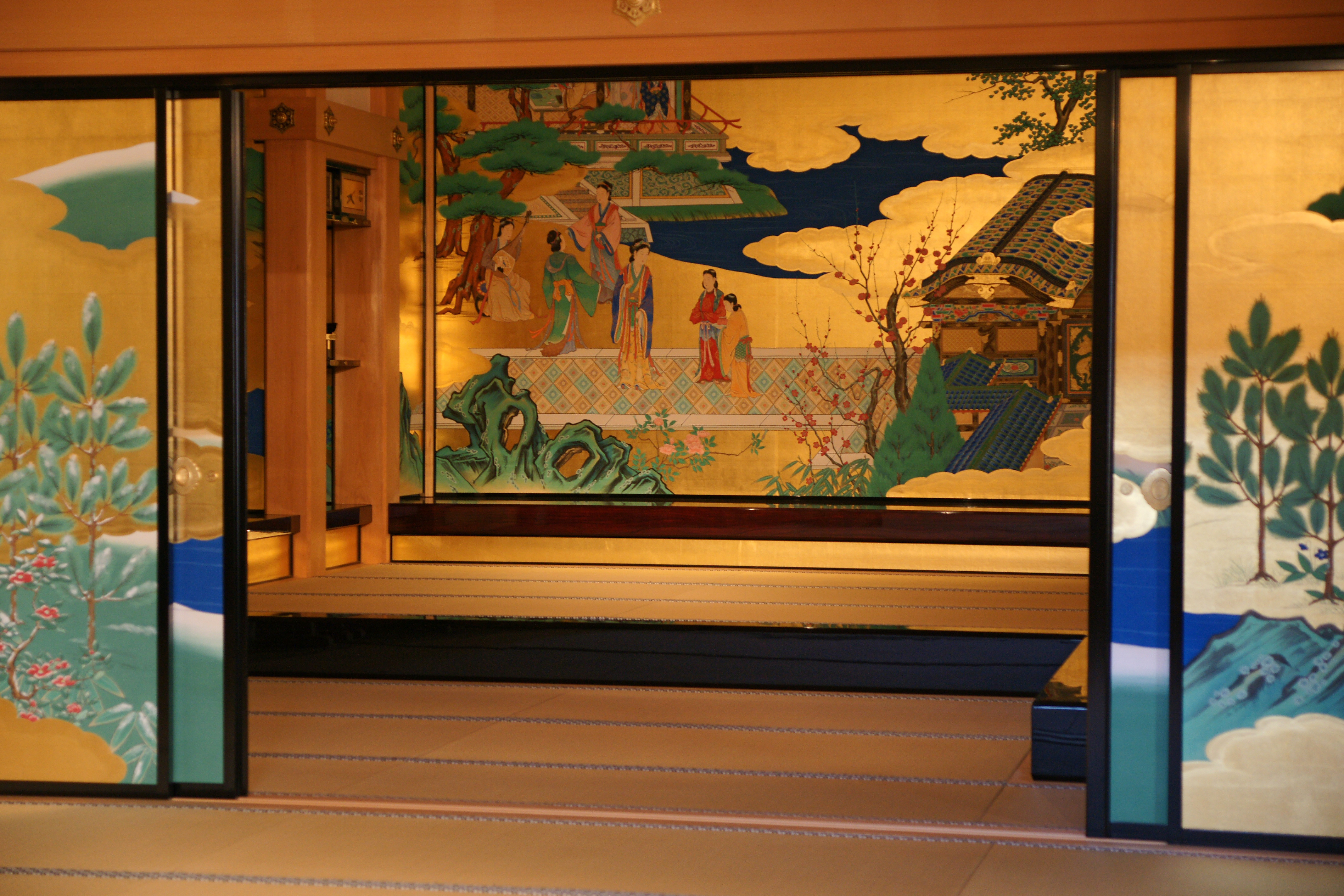
熊本县熊本市熊本城内的襖